# Radio Primitive
Radio Primitive est une radio associative qui émet depuis Reims et diffuse ses programmes dans les proches alentours. Née officiellement en octobre 1981, après trois années en pirate, elle est l'une des radios fondatrices de la Ferarock, dont elle est toujours membre à ce jour.

## Historique

### Période pirate (1977-1979)
Elle est créée en 1977 sous le nom de Radio Manivesle, sous l'impulsion d'un groupe affinitaire anarchiste,,,, lié à l'association L'Egrégore,, membre de l'Organisation communiste libertaire,. Elle émet alors illégalement, en tant que radio pirate,,,, depuis plusieurs endroits de la montagne de Reims,,. S'inscrivant dans le contexte national et international des années 1970, revendiquant une plus large liberté d'expression et la fin du monopole d’État sur la radiodiffusion, elle est étroitement surveillée par la DST. Deux personnes sont arrêtées et placées sous contrôle judiciaire pendant 6 mois. À cette époque, dans un élan de soutien d'une part importante de la population, une cinquantaine d'auditeurs demandent aussi à être inculpés pour émissions radiophoniques illégales.
Radio Manievesle aborde des thèmes tel que l'anti-militarisme, la lutte des foyers Sonacotra Rémois,, la défense des travailleurs émigrés, la lutte contre les licenciements, notamment dans la sidérurgie de Longwy, ou encore la lutte contre l’implantation d’une seconde centrale nucléaire, à Chooz,.
Elle est saisie, en décembre 1979 et cesse toutes émissions.

### Radio libre (depuis 1981)
Dans le contexte de libéralisation des ondes, elle est recréée comme radio libre par plusieurs anciens membres de Radio Manivesle,,, notamment Michel Leroy et Luc Roussard, le 6 octobre 1981. Nommée Reims Radio FM, elle a comme secrétaire Jean Maillet. Elle s'installe dans la Maison pour Tous du quartier Chemin Vert,. Elle émet pour la première fois le 21 octobre. Elle adopte alors son slogan, toujours actuel, « Faites votre radio vous-même ».
Jean-Pierre Benoît, aujourd'hui directeur de RCF Reims-Ardennes, y fait ses débuts en 1983, en animant une émission catholique. Il en sera membre bénévole pendant cinq ans, avant d'occuper son poste actuel.
Le 13 septembre 1986, la radio déménage rue Flodoard et émet en stéréo, a partir du 4 octobre 1986. À la fin des années 1980, l'auteur Syned Tonetta, originaire de Reims, anime l'émission Milwauke, avant de rejoindre, à Paris, l'équipe d'Aligre FM.
En 1991, elle change à nouveau de nom pour Radio Primitive et cofonde la Ferarock aux côtés de Radio666, de l'Eko des garrigues, Radio Béton, Radio Dio et FMR. Au début des années 1990, est décidée l’embauche de plusieurs salariés.

### Évolution récente (depuis 2004)

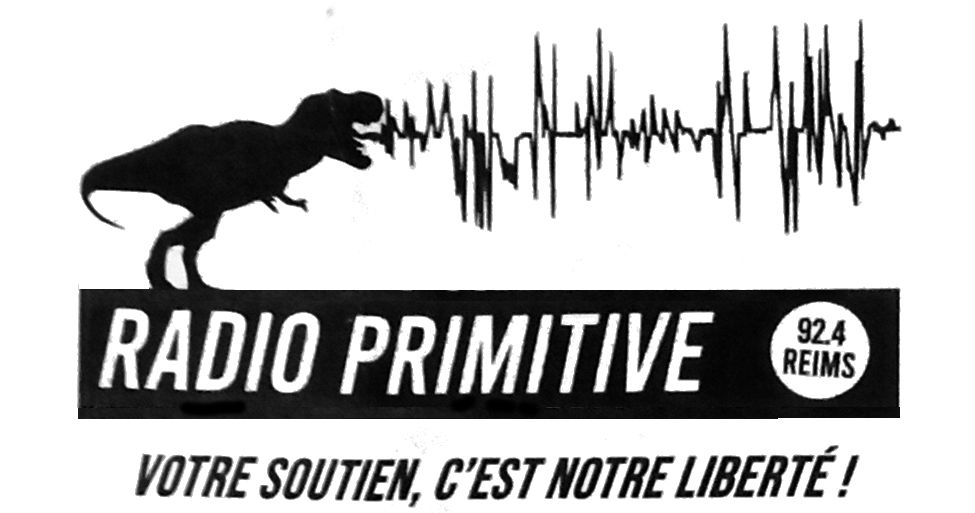
Logo en 2021-2022.

Depuis 2004, Radio Primitive est subventionnée par la mairie de Reims dans le cadre de divers projets (Un été à Reims, Reims Vital Été, Quartier Plus...). En 2012, elle déménage au 26 rue du Docteur-Albert-Schweitzer, dans le quartier Orgeval, où elle se situe toujours.

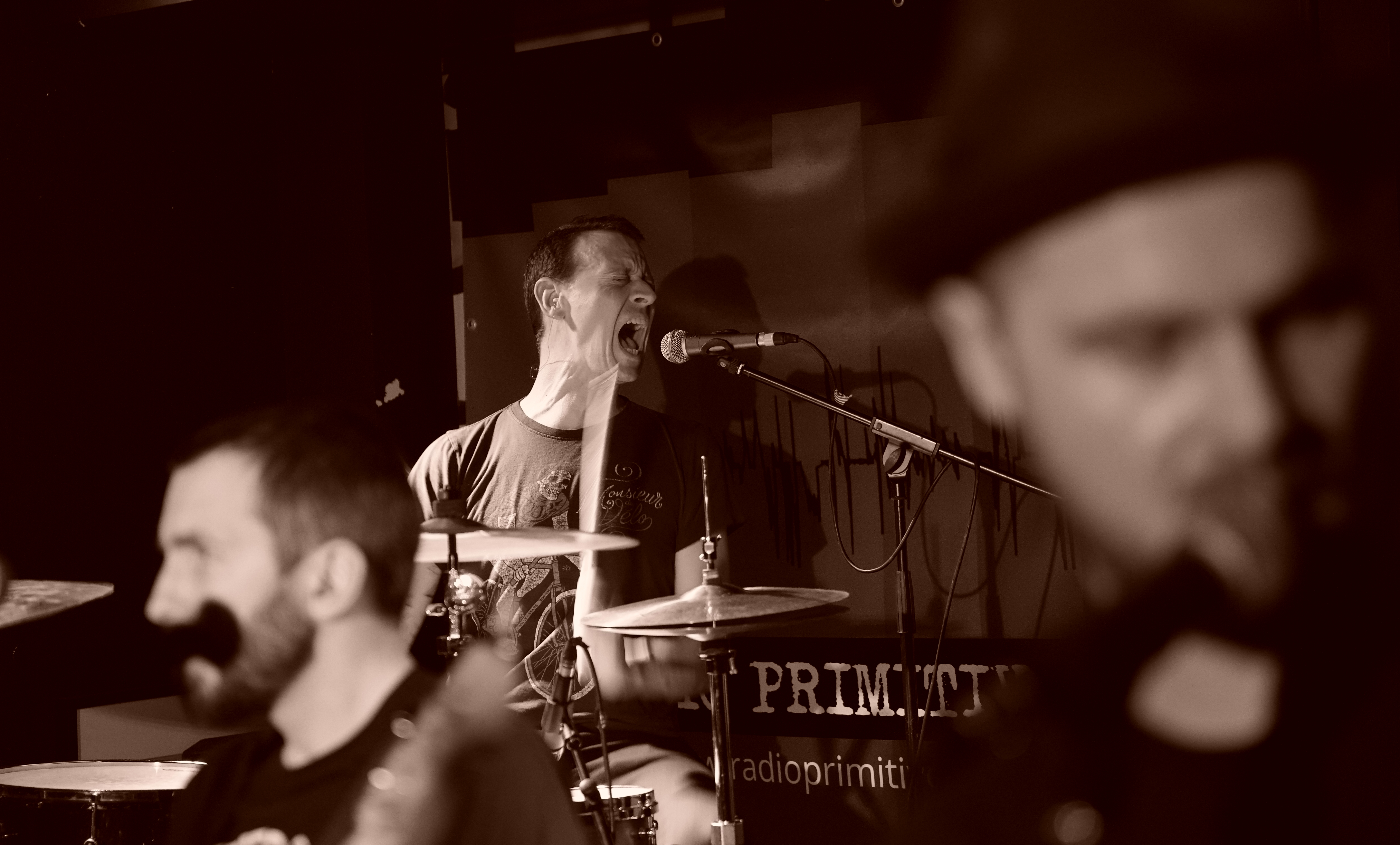
Concert 2022 de Radio Primitive au Boulingrin

Elle propose également divers ateliers radiophoniques ,,,.
La programmation de Radio Primitive s’articule autour de trois axes :
- les musiques actuelles : les nouveautés composent la majorité des titres diffusés, mais il y a aussi des "golds" en rotation. Sa programmation musicale est diversifiée, orientée pop, rock, musiques électroniques, groove et musiques du monde. En tant que radio de découverte musicale, elle est soumise à un quota de chansons d'expression francophones de 15%.
- l'info locale : de manière quotidienne, Radio Primitive diffuse des reportages ou des interviews d'acteurs locaux du monde associatif et socio-culturel.
- laboratoire sonore : elle réalise et diffuse de la création sonore et des fictions radiophoniques. Elle diffuse aussi les productions radiophoniques réalisées lors des nombreux ateliers menés auprès de nombreux publics de tous âges.

À partir de février 2021, dans le contexte de l'épidémie de Covid-19, elle diffuse la série Macro-ondes, pièces de théâtre radiophoniques, montée par la compagnie du Diable à 4 pattes,.
Du 1er au 4 avril 2021, Radio Primitive organise son premier festival radiophonique et audiovisuel de 51 heures et 51 minutes, en collaboration avec le label rémois Lune, le Projet 51.51.
En octobre 2023, contrainte par des travaux, elle déménage son émetteur, ce qui lui permet d’étendre sa couverture de diffusion.

## Information légales et identité
Radio Primitive est la plus ancienne radio associative de Reims.
Elle émet également sur internet et propose des podcasts de ses différentes émissions.
Sa dernière autorisation d’émettre date du 20 décembre 2023.
Depuis janvier 2022, son code PS (RDS) est PRIMITIV.